# Myocastor
Myocastor és un gènere són una família de rosegadors del grup dels caviomorfs amb un sol representant vivent, el coipú, originari de Sud-amèrica. El registre fòssil indica que els primers animals d'aquest clade aparegueren en aquest mateix continent durant el Miocè superior. Es divideix en dues espècies:
- M. coypus Molina, 1782. És l'única espècie vivent d'aquest gènere. És originària de les zones humides del Con Sud de Sud-amèrica.[2] Com que és un animal de pell excel·lent, emprada en pelleteria per fer-ne peces de roba, s'ha convertit en una espècie domèstica, criada arreu del món com a animal de granja amb múltiples varietats comercials originades de mutacions. Des d'aquests establiments, ha escapat als ecosistemes aquàtics locals, colonitzant-los i generant poblacions assilvestrades en gairebé tots els continents. Per això surt a la llista de les 100 espècies exòtiques invasores més nocives del món[3] de la Unió Internacional per a la Conservació de la Natura.

- M. perditus (Ameghino, 1902).[4] És una espècie extinta exhumada dels dipòsits del Plistocè mitjà del departament de Tarija, al sud de Bolívia.[5]